# 비오비오현
비오비오현(스페인어: Provincia del Bío Bío)은 칠레 비오비오주를 구성하는 4개의 현 가운데 하나로 현도는 로스앙헬레스이며 면적은 14,987.9km2, 인구는 373,981명(2012년 기준), 인구 밀도는 25명/km2이다.

## 같이 보기
- 칠레 와인